# Bertizarana
Bertizarana (spanyolul: Bértiz-Arana) település Spanyolországban, Navarra autonóm közösségben. Bertizarana Etxalar, Donamaria, Baztan, Doneztebe, Sunbilla és Oronoz-Mugairi községekkel határos. Lakosainak száma 654 fő (2024).

## Népesség
A település népessége az elmúlt években az alábbi módon változott:
| Lakosok száma | 651  | 689  | 662  | 645  | 628  | 602  | 591  | 612  | 599  | 654  |
|               | 2001 | 2004 | 2007 | 2009 | 2012 | 2014 | 2017 | 2019 | 2022 | 2024 |